# Визовая политика Нагорно-Карабахской Республики
Визовая политика Нагорно-Карабахской Республики — набор правил и требований, регулировавший поездки иностранных граждан, их въезд и пребывание в непризнанной Нагорно-Карабахской Республике (НКР).

## Порядок получения визы
Для въезда в Нагорно-Карабахскую Республику (НКР) в соответствии с Законом «О правовом положении иностранных граждан в Нагорно-Карабахской Республике» от 31 августа 2001 года, гражданам иностранных государств был необходим действительный заграничный паспорт, либо иной заменяющий его документ, а также въездная виза НКР.
Визы на въезд иностранным гражданам выдавались в Постоянном представительстве НКР в Республике Армения. В исключительных случаях въездная виза также могла быть выдана в Консульском отделе Министерства иностранных дел НКР в городе Степанакерте.
Срок действия бесплатной туристической визы составлял 21 день. Также при оплате соответствующей пошлины могли быть оформлены одноразовые или многоразовые долгосрочные визы на 1, 2 или 3 месяца.
С 2021 по 2023 год в Нагорно-Карабахской Республике действовала новая процедура въезда в республику. Согласно изменениям, все представители международных СМИ, желавшие вести журналистскую деятельность в НКР, должны были быть аккредитованы как в министерствах иностранных дел НКР, так и в Республике Армения.

## Безвизовый режим
Гражданам ряда стран не требовалась виза для въезда в Нагорно-Карабахскую Республику. 
Безвизовый режим действовал для граждан стран, входящих в Содружество Независимых Государств (кроме Азербайджана), а также для граждан Украины и Грузии:
- Армения
- Беларусь
- Грузия
- Казахстан
- Кыргызстан
- Молдова
- Россия
- Таджикистан
- Туркменистан
- Украина
- Узбекистан

Кроме того, всеми членами Содружества Непризнанных Государств, в которое входила и Нагорно-Карабахская Республика, было подписано соглашение о безвизовом перемещении своих граждан по территориям этих образований:
- Республика Абхазия
- Приднестровье
- Южная Осетия

## Запрет на въезд
По состоянию на 2023 год, гражданам следующих стран и территорий был запрещен въезд в НКР:
- Азербайджан
- Афганистан
- Израиль
- Турция
- Пакистан
- Северный Кипр

## Посещение НКР
Нагорно-Карабахская Республика не получила признания со стороны государств-членов Организации Объединённых наций и не являлась её членом. Резолюции Совета Безопасности ООН, Генеральной Ассамблеи ООН и ряда других международных организаций признают территориальную целостность Азербайджанской Республики и квалифицировали контроль местными армянскими силами территории Нагорного Карабаха как оккупацию территории Азербайджана.
В годы существования НКР въезд иностранных граждан на территорию Нагорно-Карабахской Республики осуществлялся только со стороны Армении, что расценивалось представителями Азербайджанской Республики как незаконное пересечение границы Азербайджана. Любая отметка в паспорте о посещении непризнанной республики иностранным гражданином может повлечь за собой трудности при въезде в Азербайджан вплоть до признания его персоной нон грата и запрета на въезд.